# 梓棉镇
梓棉镇，是中华人民共和国四川省绵阳市游仙区曾经下辖的一个镇。原为梓棉乡，2016年撤乡设镇。2019年12月，撤销玉河镇、梓棉镇和白蝉镇，设立盐泉镇，以原玉河镇、原梓棉镇和原白蝉镇所属行政区域为盐泉镇的行政区域。

## 行政区划
梓棉镇撤销前下辖以下地区：
梓棉乡社区、湖广村、葫芦村、黎明村、光辉村、极乐斋村、鹤鸣村、合兴村、严家桥村、红庙村和盐井坝村。